# Bröbberow
Bröbberow är en kommun och ort i Landkreis Rostock i förbundslandet Mecklenburg-Vorpommern i Tyskland.
Kommunen ingår i kommunalförbundet Amt Schwaan tillsammans med kommunerna Benitz, Kassow, Rukieten, Schwaan, Vorbeck och Wiendorf.